# Gödelövs församling
Gödelövs församling var en församling i Lunds stift och i Lunds kommun. Församlingen uppgick 1995 i Genarps församling.

## Administrativ historik
Församlingen har medeltida ursprung. 
Församlingen utgjorde tidigt ett eget pastorat för att från 1591 till 1 maj 1925 vara annexförsamling i pastoratet Lyngby, Genarp och Gödelöv. Från 1 maj 1925 till 1962 var den annexförsamling i pastoratet Dalby, Hällestad, Bonderup och Gödelöv. Från 1962 till 12 juni 1974 var den åter annexförsamling i pastoratet Lyngby, Genarp och Gödelöv. Från 12 juni 1974 till 1995 var den annexförsamling i pastoratet Genarp, Lyngby och Gödelöv. Församlingen uppgick 1995 i Genarps församling.

## Kyrkor
- Gödelövs kyrka